# 1781 en musique classique
| \| • Retour à la chronologie générale de la musique classique • \| |
| Grèce • Rome • Haut Moyen Âge • VIIIe siècle • IXe siècle • Xe siècle • XIe siècle XIIe siècle • XIIIe siècle • XIVe siècle • XVe siècle • XVIe siècle • XVIIe siècle XVIIIe siècle • XIXe siècle • XXe siècle • XXIe siècle |
| • Retour à la chronologie générale de la musique classique • |

| Années en musique classique : 1778 - 1779 - 1780 - 1781 - 1782 - 1783 - 1784    |
| Décennies en musique classique : 1750 - 1760 - 1770 - 1780 - 1790 - 1800 - 1810 |

## Événements
- 23 janvier : Iphigénie en Tauride, opéra de Niccolò Vito Piccinni créé à l'Académie royale de Paris sur un livret de Guillard en opposition à Gluck (cf. 1779).
- 29 janvier : Première à Munich de l'opéra Idomenée roi de Crête par Mozart.
- fin janvier : l'aria Ma che vi fece... Sperai vicino il lido est composé par Mozart.
- 25 février : création de La Fedeltà premiata, opéra de Joseph Haydn à Einsenstadt.
- avril : le Rondo pour violon et orchestre K. 373 en do majeur est composé par Mozart.
- 8 juin : 
  - Rupture entre Wolfgang Amadeus Mozart et le prince-archevêque Colloredo.
  - Incendie de l'Opéra de Paris
- 17 août : création de La servante maîtresse, intermède de Giovanni Paisiello à Tsarskoïé Sélo.
- 15 octobre : création de la Sérénade pour vents en mi bémol majeur KV 375 de Mozart.
- 23 novembre : création de la Sonate pour deux pianos KV 448 de Mozart.
- Novembre : Giannina e Bernardone, opéra de Domenico Cimarosa à Venise.

Date indéterminée
- Luigi Boccherini: Stabat Mater.
- Joseph Haydn: 6 quatuors russes.

## Naissances

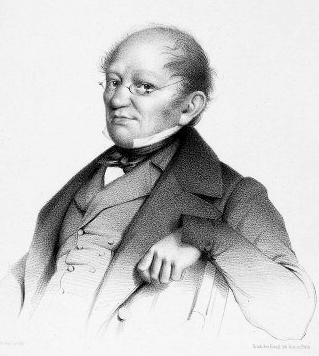
François-Antoine Habeneck

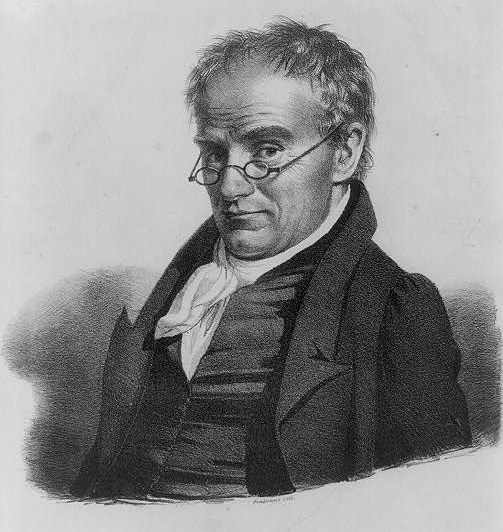
Anthony Philip Heinrich

- 22 janvier : François-Antoine Habeneck, chef d'orchestre français († 8 février 1849).
- 1er février : Gustave Dugazon, compositeur français († 12 septembre 1829).
- 21 février : David Buhl, trompettiste et compositeur français († 7 avril 1860).
- 11 mars : Anthony Philip Heinrich, compositeur américain († 3 mai 1861).
- 18 mars : Gustave Vogt, hautboïste français († 20 mai 1870).
- 1er mai : Albert Androt, compositeur français († 19 août 1804)
- 24 mai : Louis François Dauprat, corniste français († 17 septembre 1868).
- 20 juillet : Sophie Lebrun, pianiste et compositrice allemande († 23 juillet 1863).
- 27 juillet : Mauro Giuliani, compositeur et guitariste italien († 8 mai 1829).
- 5 août : François-Joseph Naderman, harpiste classique († 2 avril 1835).
- 9 août : Michael Umlauf, compositeur, chef d'orchestre et violoniste autrichien († 20 juin 1842).
- 1er septembre : Antoine Romagnesi, compositeur, éditeur et théoricien Français († 9 janvier 1850).
- 6 septembre : Anton Diabelli, pianiste et compositeur autrichien († 7 avril 1858).
- 15 septembre : Alexandrine-Marie-Agathe Gavaudan-Ducamel  († 24 juin 1850)
- 18 novembre : Felice Blangini, compositeur italien († 18 décembre 1841).
- 1er décembre : Charles Philippe Lafont, violoniste et compositeur français († 23 août 1839).
- 2 décembre : Louis Norblin, violoncelliste français († 14 juillet 1854).
- 10 décembre : José Eulalio Samayoa, compositeur guatémaltèque († vers 1866).

## Décès

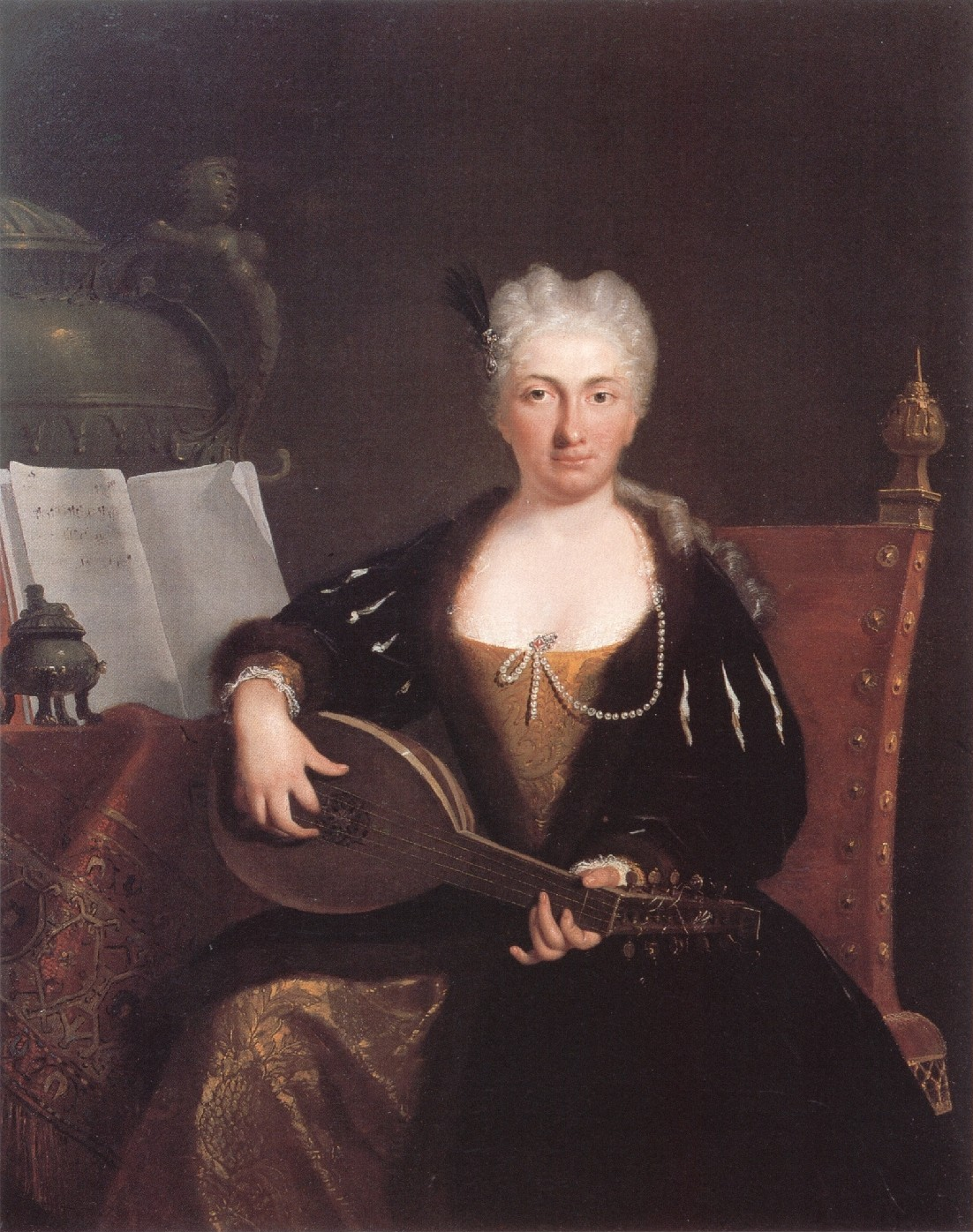
Faustina Bordoni

- 4 février : Josef Mysliveček, compositeur autrichien (° 9 mars 1737).
- 16 mai : Giacomo Puccini, compositeur et organiste italien († 26 janvier 1712).
- 11 juillet : Adolf Karl Kunzen (de), compositeur allemand (° 22 septembre 1720).
- 27 octobre : Herman-François Delange, violoniste et compositeur liégeois (° 2 juin 1715).
- 4 novembre : Faustina Bordoni, cantatrice italienne (° 11 novembre 1697).
- 16 décembre : Georg Simon Löhlein, pianiste, violoniste, pédagogue de musique, maître de chapelle et compositeur allemand (° 16 juillet 1725).